# しんそつ七不思議
『しんそつ七不思議』（しんそつななふしぎ）は、かふんによる日本の4コマ漫画作品。
集英社ウェブサイト『となりのヤングジャンプ』、2015年6月1日更新分から2016年5月30日まで連載された。また、『ウルトラジャンプ』2015年12月号、『週刊ヤングジャンプ』2016年14号および15号には、それぞれ出張読切版が掲載された。
とある地方の中小企業に入社した3人の新卒社員と、彼らを取り巻く人々が巻き起こす騒動や社会生活をコミカルに描いたギャグ漫画である。

## あらすじ
とある田舎（地方）に拠点を構える小さな支店会社『食品容器の遠州』。近所に大型デパートが建ったことによる事業拡大を踏まえ、しばらくぶりに新卒採用を実施、3名の新卒社員が入社してくることとなった。極度のマイペース人間・夜泣きいち、今風の明るい若者・三土りく、「意識高い系」な潔癖女子・能満寺そてつ。そんな彼らを迎え撃つのは、個性的な先輩社員や取引先の人々、そして時にはぬるくもあり厳しくもあるビジネスの世界。右も左も分からない新卒たちの、初めての社会生活が幕を開ける。

## 登場人物
主要登場人物の名前は、すべて遠州七不思議に対応するものがある。

### 食品容器の遠州
夜泣きいち（よなき きいち）
本作の主人公。男性新卒社員。鷹揚とした性格で、極度のマイペース人間。笑うときは全身をバイブレーターのように振動させる。協調性や常識はあまりなく、窓からいきなり出社（登場）してきたり、外食先ではおしぼり集めに執心したりと奇行が目立つ。ただし、他人を思いやる心がないわけではなく、友達だと思っている人間には彼なりの気遣いを見せる。会社の入るビルの隣に立つ一軒家に住んでいる。
基本的には仕事のできないダメ社員であるが、不思議と他人（特に社会的地位の高い人間）に好かれやすい上に、その突飛な行動が思わぬ好結果に繋がるなど、いわゆる幸運体質の持ち主である。就活中は多くの企業から内定を貰っていたが、「家から近い」という理由だけで遠州を選び入社した。
配属決めの際は、普段のトンチンカンな仕事ぶりから配属先が決まらず宙に浮いてしまうが、ぼたんの提案で作られた『ヨナキ職』にとりあえず配属されることとなった。
名前は遠州七不思議の夜泣き石から。
三土りく（さんど りく）
男性新卒社員。社交的で明るい性格。今風の若者といった佇まいで、言動の節々にチャラさが抜け切れていない。社会人になる前はサッカー選手やミュージシャンを目指していた時期もあった。就職浪人をしたせいで、他の2人よりも年齢は1歳上である。アクの強い遠州社員の中では比較的「普通の人間」であるため、必然的にツッコミ役に回ることが多い。夜泣ほどではないものの、当たり前のように遅刻をしてきたり、「〆切」の意味を知らなかったりと、常識のなさを露呈することがある。
学生時代は太っていたが、就活のストレスによって痩せてスリムになった。それゆえに、当時の写真は本人にとって触れられたくない過去であるらしい。姉がいるが、社会からはドロップアウトしている模様。
のちに、幻池管轄の営業職に配属された。
名前は遠州七不思議の三度栗から。
能満寺そてつ（のうまんじ そてつ）
女性新卒社員。クールな雰囲気の美人で、「超」がつくほど真面目で潔癖な性格。作り笑顔が苦手で、無理にやろうとすると軽く顔面崩壊を起こして筋肉痛になるほどである。実家暮らしで遠距離通勤をしており、電車とバスを乗り継いで片道3時間ほどかけている。「一流デザイナーになる」という夢を持っており、人一倍向上心の強い努力家だが、アドリブの効かないマニュアル思考が災いしてか、仕事面ではいささか空回り気味。先輩上司のぼたんからは、薫陶を受けることもあればからかわれることも多く、端から見て仲が良いのか悪いのか分からない。極度の嫌煙家であり、ぼたんが喫煙をしようとすると問答無用で阻止に動く。幼少期は母親が働きに出ていたため、いわゆる鍵っ子であった。
のちに、ぼたん管轄のデザイナー職に配属されるが、一刻も早く彼女を追い抜いて上下関係を逆転したいと願っている。
名前は遠州七不思議の能満寺のソテツから。
京丸ぼたん（きょうまる ぼたん）
新卒たちの先輩上司であるアラサー女性。亜麻色のセミロングヘアーに泣きボクロとぽってりした口唇、巨乳でグラマーな体型が特徴で、服装も公私共に露出が高いものを好む。がさつで大雑把な性格をしており、職場の机の上は“謎の生き物”が棲みつくほどゴミの山で、自宅アパートは足の踏み場もないほどの汚部屋と化している。喫煙者で酒呑みで健啖家。Twitterの存在を知らないなど、ネット関係には疎い。実家で暮らす母親と既婚者の姉がいるが、父親は既に他界している。
若い頃は「百の一発芸を持つ女傑」と恐れられていた（本人談）。かつて就活時には、持ち前のお色気を武器にたくさんの企業から内定を貰い、その中から遠州グループ選び入社をする。本社に配属されたものの、同期の社員たちと反りが合わず浮いてしまい、1年後に上司の幻池と共に地方支社に左遷され現在に至る。
勤務態度は真面目とはいえず居眠りなどをしてサボることもあるが、実務面に関しては少なからず有能であり、また部下の仕事ぶりにもしっかり目をかけているなど、上司・社会人としての最低限の規範は持ち合わせている。しかしながら、その奔放さから周囲の人間を振り回すことも多く、夜泣の常識外れな言動に呆れたりツッコミを入れてたりしているものの、自身もあまり人のことは言えない。
この作品のもう一人の主人公とも呼べる存在であり、単行本では主人公の夜泣を差し置いて前面で表紙を飾っている。
名前は遠州七不思議の京丸牡丹から。
幻池いけべい（げんち いけべい）
支店長を務める中年男性。温厚篤実な性格で、社内だけでなく取引先からも信望を集める好漢。信賞必罰はきっちりしており、普段は奔放に振舞っているぼたんでさえも彼には頭が上がらない。学生の頃に死別した父親の借金が原因で就職浪人を経験したり、本社勤務から地方支社に飛ばされたりするなど、苦労人である。娘がおり、たまに弁当を作ってもらっている。
本作連載前の単発作品『ままならぬ社会』には、ぼたんと共に彼のプロトタイプとなるキャラクターが登場している。
名前は遠州七不思議の池の平の幻の池から。

### 遠州の取引先
大蛇屋の主任
遠州の主要取引先である大型デパート『大蛇屋（おろちや）』の主任。眼鏡をかけた毒々しい目つきの中年男性。なぜか遠州の社員たちを目の敵にしており、新商品『スープタコ焼きうどんカレーそば』の失敗を遠州の容器のせいにし、わざわざ呼びつけた上でネチネチとなじるなど、非常に陰険な性格。ただし、夜泣の型破りな言動にはペースを乱され振り回されることが多い。
大蛇さくら（おろち さくら）
大蛇屋の副主任を務める、眼鏡をかけた若い女性。当初は主任の背後で薄笑いを浮かべているだけの存在であったが、のちに大蛇屋の社長令嬢であることが明かされる。
夜泣とは幼馴染の間柄で、幼少期に散々酷い目に遭わされたと思い込んでおり、彼に私怨を抱いている。
名前は遠州七不思議の桜ヶ池の大蛇から。

### 登場人物の家族
夜泣さよ（よなき さよ）
夜泣きいちの妹。兄のことを溺愛しており、毎日の食事や弁当を手作りしている。激情家かつヤンデレで、兄に近づく女性（特にぼたん）には尋常ならざる敵意を向けている。制服を着用していることから学生であると思われるが、最後までその全体像は明かされることはなかった。
名前は遠州七不思議の夜泣き石があると言われる小夜の中山から。

### その他の登場人物
片葉あつし（かたは あつし）
夜泣の大学時代の同級生。就活直前に夜泣と知り合い、意気投合する。一流企業への就職を目標に掲げ、就活の準備が足りていない夜泣の手助けをするなど、互いに励まし合い友情を深めていた。だが、いざ就活が始まると、次々と内定を獲得する夜泣とは対照的に自身は一つも内定を受けられず、やがては焦燥感に駆られて夜泣にもつらく当たるようになってしまう。
「夜泣の回想」という形で語られるこのエピソードは、ギャグコメディ色の強い本作においては異色のシリアスタッチとなっている。
名前は遠州七不思議の片葉の葦から。
天狗ひのまる（てんぐ ひのまる）
遠州グループ・容器部門の社長。日焼けした肌を持つワイルドな風貌の男性。普段は本社に勤務しており、支店にはあまり顔を出さない。出世欲旺盛な野心家で、実はぼたんとは同期入社の間柄である（そのためか、ぼたんは彼に対してフランクな口調で話している）。自己顕示欲が極めて強く、顔写真の特大パネルを作って送りつけたりもしてくる。
部下には高圧的な態度で接しているが、そんな自分の前でもマイペースを崩さない夜泣に対しては「骨のある新卒」と、いささかピント外れな評価をしている。遠州の新卒たちを気に入り、時おり顔を出すようになる。
名前は遠州七不思議の天狗の火から。

## 書誌情報
- かふん 『しんそつ七不思議』 集英社〈ヤングジャンプ・コミックス〉、全3巻
  1. 2015年12月23日第1刷発行（12月18日発売[集 1]）、ISBN 978-4-08-890324-8
  2. 2016年1月24日第1刷発行（1月19日発売[集 2]）、ISBN 978-4-08-890344-6
  3. 2016年6月22日第1刷発行（6月17日発売[集 3]）、ISBN 978-4-08-890457-3